# Bitxac de les Canàries
El bitxac de les Canàries, bitxac canari o de Fuerteventura (Saxicola dacotiae) és un moixó de la família dels muscicàpids (Muscicapidae) semblant al bitxac comú. És endèmic de l'arxipèlag canari. El seu estat de conservació es considera gairebé amenaçat.

## Morfologia
- Petit moixó d'uns 13 cm de llarg i 17 – 20 d'envergadura.
- El mascle té el cap negre, amb cella i gola blanca. Per sobre fosc, amb una taca alar blanca l'ala i carpó fosc. Per sota és blanc amb el pit rogenc.
- Femella amb disseny semblant al del mascle però amb colors menys marcats. No hi ha taca alar o és molt tènue.

## Hàbitat i distribució
Viu a garrigues, zones arbustives amb pedres i camps de l'illa de Fuerteventura. Antany també als illots de Montaña Clara i Alegranza, al nord de Lanzarote.